# Curtis James Bird
Curtis James Bird (* Januar 1838 in St John’s Parish, Ruperts Land; † Mai oder 13. Juni 1876 in London) war ein kanadischer Politiker der Manitoba Liberal Party, der unter anderem zwischen 1870 und 1876 Mitglied der Legislativversammlung von Manitoba sowie von 1873 bis 1874 deren Sprecher war.

## Leben
Curtis James Bird, Sohn von James Curtis Bird (1773–1856), einem Pelzhändler der Hudson’s Bay Company, und von Mary Lowman, einer Lehrerin an der Red River Academy, besuchte das St. John’s College in Winnipeg und absolvierte ein Studium der Medizin am Guy’s Hospital in London. Er kehrte als praktischer Arzt in die Red-River-Kolonie zurück, wo er 1861 die Nachfolge von John Bunn als Leichenbeschauer für den Distrikt Assiniboia antrat und 1862 offiziell ernannt wurde. Er behielt dieses Amt bis in die 1870er Jahre und um war zum Zeitpunkt des ersten Mordes in Winnipeg der zuständige Gerichtsmediziner. Er besaß zudem eine Apotheke mit der ersten Soda-Bar im kanadischen Westen und setzte sich für eine öffentlich geförderte medizinische Versorgung in der Siedlung ein.
Bird wurde 1868 Mitglied des Rates von Assiniboia sowie 1870 Mitglied des Konvents der Vierzig (Convention of Forty), ein von Louis Riel einberufenes Treffen zur Erstellung einer Liste von Rechten für die neue Provinz, die der kanadischen Regierung vorgelegt werden sollten, vom 25. Januar bis 10. Februar 1870 in der Red-River-Kolonie stattfand sowie aus 20 Vertretern der französischen und 20 Vertretern der englischen Gemeinschaft bestand.
Nach dem Beitritt Manitobas zur Kanadischen Konföderation, wurde Bird bei der Wahl am 27. Dezember 1870 im Wahlkreis „St. Paul“ in die Legislativversammlung gewählt und gehörte dieser nach seiner Wiederwahl am 23. Dezember 1874 bis zu seinem Tode 1876 an, woraufhin Alexander Kamloop Black bei einer Nachwahl am 25. November 1876 zum neuen Abgeordneten gewählt wurde. 1871 wurde er zum Mitglied des ersten provisorischen Bildungsausschusses ernannt.
Am 5. Februar 1873 wurde Curis James Bird als Nachfolger von Joseph Royal Sprecher der Legislativversammlung (Speaker) und bekleidete das Amt des Parlamentspräsidenten bis zum 22. Dezember 1874, woraufhin Joseph Dubuc ihn ablöste. Als Sprecher der Legislativversammlung 1873 fällte er 1873 ein negatives Urteil über einen Gesetzentwurf zur Eingemeindung der Stadt Winnipeg. Der Unmut darüber war so groß, dass er von seinem Schlitten gezerrt und mit einem Eimer Teer überschüttet wurde, wobei er sich nie wirklich von diesem Vorfall erholt. Am 8. März 1873 gehörte er zu den Gründern des Winnipeg Board of Trade, der ersten Handelskammer in Westkanada. Auf einer Reise nach England, die er mit Samuel Matheson, dem Erzbischof von Ruperts Land und späteren Primat der Anglikanischen Kirche von Kanada, auf der Suche nach besserer medizinischer Versorgung machte, erkrankte er an einer Lungenentzündung und starb in London. Ihm zu Ehren wurde der Birds Hill Provincial Park bei Winnipeg benannt.
Bird war zwei Mal verheiratet und heiratete 1862 in erster Ehe Frances Ross sowie 1866 in zweiter Ehe seine Schwägerin Annabella Ross McDermott.

## Hintergrundliteratur
- J. P. Robertson: A Political Manual of the Province of Manitoba and the North-West Territories, Call Printing Company, Winnipeg 1887
- F. H. Schofield: The Story of Manitoba, The S. J. Clarke Publishing Company, Winnipeg 1913
- Pioneers and Prominent People of Manitoba, Canadian Publicity Company, Winnipeg 1925
- J. M. Bumsted: Dictionary of Manitoba Biography, University of Manitoba Press, 1999, S. 23 f., ISBN 0-8875-5-1696 (Onlineversion (Auszug))